# Vietnamesiskt lackmåleri
Vietnamesiskt lackmåleri är en konstform som kombinerar västeuropeiskt tavelmåleri och traditionellt lackkonsthantverk.

## Historik
Konstföremål i lack har hittats i gamla gravar i Vietnam så långt tillbaka i tiden som 200- och 300-talen före Kristus. Tekniken har importerats från Kina, där den uppkommit senast under Shang-dynastin. Vietnamesiskt lackmåleri är influerat av traditionell vietnamesisk konst, av kinesisk konst och av fransk konst från kolonialepoken.

## Teknik
Traditionellt har de tre färgerna brunt, svart och vermillion använts för lackarbeten. Från 1930-talet började vietnamesiska konstnärer arbeta med en ny teknik för målningar genom att använda spatlar, vilket tillåter ett bredare spektrum av färger och som ger en bättre illusion av storlek och avstånd.

## Bearbetning av underlag för målningen
För lackmålningar används en träplatta som bas.  Denna kläs först med en tygbit, som klistras på med saven från ett lackträd - i Vietnams fall Rhus succedanea - och sedan täcks över av  ett lager av jordblandad lackträdssav. Ytan sandpappras därefter och förses med ytterligare ett lager av varm lacksav. Efter polering blir resultatet  en slät svart, skinande yta med stark lyster.

## Målning
För själva bilden använder konstnären upphettat lack för att göra en skiss av bilden, varefter färgerna appliceras en efter en, lager efter lager. Varje strykning kräver att föregående lager först torkat, vilket tar lång tid.
Slutbearbetningen består av försiktig polering och tvättning av bilderna. Detta ger en skinande yta.
Genom år av erfarenhet och experimenterande har konstnärerna lärt sig att lägga in olika material i målningarna för att göra dem vackrare och mer varierade, såsom växtmaterial, pärlemor, aska, krossade äggskal, guld och silver. 

## Modernism
År 1925, under den franska kolonialtiden, inrättades École Superieure des Beaux-Arts d’Indochine i Hanoi. Detta gav en impuls till uppkomsten av en ny konstriktning i Indokina genom högskolans grundare och chef  Victor Tardieu (1870–1937) och hans medhjälpare Joseph Inguimberty (1896–1917). Influensen av europeiskt måleri ledde till radikala förändringar av den vietmesiska målarkonsten, till exempel införandet av tredimensionalitet i ett enda plan och realistiska avbildningar. Genom att kombinera lackarbetstraditionen med den nya konststilen uppkom det vietnamesiska tavelmåleriet i lack.
Pionjärer i denna nya konstart var konstnärer som Nguyen Gia Tri (1908-93), Tran Van Can (1910-94) och Pham Hau (1903-95). I en senare generation av lackmålningskonstnärer märks Nguyen Sang (1903-88), Nguyen Tu Nghiem (född 1922), Le Quoc Loc (1918-87) och Nguyen Sy Ngoc.
Från 1934 har internationella utställningar gjort vietnamesiskt lackmåleri känt utomlands.